# Der Jahrtausendschläfer
Der Jahrtausendschläfer (Originaltitel: The Man Who Awoke) ist ein Science-Fiction-Roman von Laurence Manning, der ursprünglich in fünf Fortsetzungen 1933 in dem Pulp-Magazin Wonder Stories erschienen ist. Er erzählt die Geschichte eines Mannes, der sich mittels einer Droge in einen Jahrtausende währenden Schlaf versetzt. Das geschieht fünfmal, und der Schläfer ist nach dem Erwachen jeweils mit einer neuen Stufe der menschlichen Zivilisation konfrontiert und mit deren Problemen. Der Roman gilt als klassisches Beispiel des Schläfer-Sujets.

## Handlung

### Erster Teil: Die Waldbewohner(The Forest People)
In der Vorgeschichte wird vom unerklärlichen Verschwinden Norman Winters berichtet, eines wohlhabenden Bankers, der sich auch stark für wissenschaftliche Fragen interessiert. Als dessen Sohn den Gärtner aufgrund dessen verdächtigen Verhaltens am Tag des Verschwindens zur Rede stellt, händigt dieser schließlich einen Brief aus, in dem der Vater dem Sohn erklärt, er solle nicht weiter nach ihm suchen, er habe sich entschlossen, ein riskantes Experiment zu wagen, wodurch er die Errungenschaften der Wissenschaft einer fernen Zukunft mit eigenen Augen zu sehen hoffe. Der Theorie folgend, dass die Lebensprozesse unmittelbar von der Wirkung kosmischer Strahlung abhängen, habe er mit Hilfe des Gärtners eine geheime, stark mit Blei abgeschirmte unterirdische Kammer gebaut, wo er sich mit Hilfe einer Droge in einen todesähnlichen Schlaf versenken und von einem Uhrmechanismus mittels Röntgenstrahlung geweckt, nach Jahrtausenden wieder zu erwachen hoffe.
Das Experiment gelingt und Winter erwacht 3.000 Jahre später in einer Welt, in der es keine Städte mehr gibt und die Menschen zu Waldbewohnern geworden sind, die keine Landwirtschaft mehr betreiben und sich ausschließlich von den Früchten des Waldes ernähren. Die Menschheit lebt in kleinen, Subsistenzwirtschaft betreibenden Gemeinden, in einer Art radikalökologischer Idylle. Man will ihm zunächst gar nicht glauben, dass er aus der Vergangenheit stammt, erst das Vorhandensein von Brustbehaarung und eines Appendix – beides Merkmale, die inzwischen verschwunden sind – vermag die Waldbewohner zu überzeugen. Nun ist die Neugier groß und man fordert ihn auf zu berichten, wie das Leben war in jenem „Zeitalter der Verschwendung“, aus dem er kommt. Es ist Winter allerdings nicht bewusst, dass in der Gemeinde, deren Gast er ist, gerade ein politischer Konflikt um Ressourcennutzung sich zuspitzt, bei dem das „Konzil der Jugend“ darauf pocht, dass bestimmte Ressourcen – es handelt sich um noch nicht ganz erntereife Nahrungsbäume – als ihr Erbe betrachtet werden und unangetastet bleiben. Als Winter vor der Jugendversammlung berichtet, zu seiner Zeit habe man Bäume verheizt, wird das als Provokation betrachtet, und Winter kann sich nur mit knapper Not vor der aufgebrachten Menge retten. Er begibt sich wieder in seine Kammer und versenkt sich erneut in Schlaf.

### Zweiter Teil: Herr des Gehirns(Master of the Brain)
Kurz nachdem Winter aus seiner zweiten Schlafphase von nun 5.000 Jahren – man schreibt also ungefähr 10.000 A.D. – erwacht ist und beginnt, die scheinbar unbewohnte Welt zu erkunden, wird er von einem Luftschiff eingefangen. Er erfährt, dass man ihn wie andere „Wildlinge“ auch in die Stadt bringen wird, wo es ihm an nichts mangeln wird, vorausgesetzt, dass er sich den Gepflogenheiten der von einem großen, mechanischen Gehirn gesteuerten Gesellschaft unterwirft. Dazu gehört eine Stunde Arbeit pro Woche, bestehend aus eher trivialen Steuerungsaufgaben, der Rest der Zeit ist praktiziertem Hedonismus gewidmet, wozu auch der Besuch von „Vergnügungspalästen“ gehört, die als eine Art futuristischer Swinger-Clubs beschrieben werden. All dies unter den wachsamen Augen des Gehirns, das seine Sensoren überall installiert hat und darauf achtet, dass niemand aus der Reihe tanzt und vor allem, dass kein Unbefugter in seine Nähe gelangt. Jedem, der sich seit einer gewissen Zeit in der Stadt aufhält, ist es aufgrund einer Art von dem Gehirn ausgehenden psychischen Zwangs unmöglich, sich dem „Tempel des Gehirns“ auch nur zu nähern. Winter kommt in Kontakt mit einer Untergrundbewegung, die ihn bittet, das zu tun, was sie nicht tun können, nämlich ein Sabotagegerät in einer der Zuleitungsräume des Gehirns zu installieren. Der Anschlag gelingt, das Gehirn wird wahnsinnig und mit ihm die Menschen, die den Tempel des Gehirns stürmen und den mechanisch-elektrischen Herrscher völlig zerstören. Aus Dankbarkeit für die revolutionäre Tat baut man Winter eine neue, atombetriebene Schlafkammer, in die sich dieser begibt, um zu sehen, was in weiteren 5.000 Jahren aus der befreiten Zivilisation geworden sein wird.

### Dritter Teil: Die Stadt der Schläfer(The City of Sleep)
Weitere 5.000 Jahre in der Zukunft findet Winter eine entvölkerte Welt vor. 15.000 A.D. ist das Klima wärmer geworden und in den Breiten des einstigen New York herrschen nun subtropische Temperaturen. In den scheinbar fast menschenleeren Städten liegen einige Millionen von „Träumern“, jeder einzelne mit allen seinen Sinnesnerven über zahllose feinste Drähte angeschlossen an Maschinen, die eine Traumrealität vorgaukeln, in der alle Wünsche des Träumers Erfüllung finden. Ursprünglich war diese Technik der virtuellen Realität für Blinde entwickelt worden. Bald schon war sie derart perfektioniert, dass es möglich war, mit allen Sinnen in einer von der Wirklichkeit nicht zu unterscheidenden computergenerierten Traumwelt zu leben. Dieser Lockung verfiel schließlich ein Großteil der Menschen und nur eine Handvoll von Wissenschaftlern widmet sich der Wartung der Traummaschinerien und der Pflege der Träumer, deren nur mit elektrischer Energie am Leben gehaltene Körper mit der Zeit verfallen und gänzlich atrophiert vertrockneten Mumien zu ähneln beginnen. Dabei geht die Geburtenrate stetig zurück und die Menschheit steht vor der langsamen, aber sicheren Selbstauslöschung.
Es gelingt Winter, eine kleine Gruppe vorwiegend junger Wissenschaftler zu einer Flucht aus diesem Traumgefängnis zu überreden. Diese gelingt und an einem entlegenen Ort im Dschungel wird mit Hilfe von Atommaschinen eine neue Stadt erbaut, in der Hoffnung, dass hier der Anfang für eine neue Zukunft der Menschheit sich realisiert. Winter will aber nicht bleiben, sondern begibt sich in eine von seinen neuen Freunden gebaute strahlengeschützte Kammer, um weitere 5.000 Jahre zu überspringen.
Dieser Teil hat einen Vorläufer in der im Mai 1930 in Science Wonder Stories erschienenen Erzählung The City of the Living Dead, die Manning zusammen mit Fletcher Pratt verfasst hat. Auch hier findet ein neugieriger Abenteuer eine Stadt mit scheinbar leblosen, in feine Drähte gehüllten Körpern, die sich einem Leben der Traumillusion ergeben haben. Abgesehen von dem Konzept der in einer virtuellen Realität versunkenen Schläfern ist der Rahmen der Geschichte ganz anders als in Der Jahrtausendschläfer.

### Vierter Teil: Die Individualisten(The Individualists)
Im Jahr 20.000 A.D. hat die Perfektion der Atommaschinen dazu geführt, dass Kooperation unnötig geworden ist. Die Menschen sind zu radikalen Individualisten geworden, die ihre Ziele ohne jede Rücksicht auf Andere verfolgen und nicht davor zurückscheuen, einander umzubringen. Jeder Einzelne hat seine „lebende Maschine“, die alle seine Bedürfnisse erfüllt. Als Winter in dieser Welt erwacht, wird er von dem Biologen Hargry eingefangen, der ihn untersuchen und schließlich sezieren will. Auch andere, ähnlich skrupellose Wissenschaftler sind hinter Winter her und bekämpfen sich untereinander mit ihren Maschinen, um in Winters Besitz zu gelangen. Hargrys Maschine ist eine riesige, auf drei über 1.000 Fuß hohen stählernen Beinen sich fortbewegende mobile Festung. Hargry sperrt Winter in eine Art Spiegelkabinett, das er als Gefängnis für seinen Erzeuger Bengue gebaut hat. In dieser Zukunft werden Menschen nämlich nicht mehr gezeugt und geboren, sondern von Biologen wie Hargry und Bengue in Glasbehältern gezüchtet. Wenn die Zuchtergebnisse irgendwann ihren Schöpfern ungenügend oder unvollkommen erscheinen, werden sie bedenkenlos wieder vernichtet. So fortgeschritten diese Zukunftsbiologie auch sein mag, es ist ihr nicht gelungen, das menschliche Leben nennenswert zu verlängern, was auch an der fehlenden Kooperation zwischen den Wissenschaftlern liegen mag, die es für völlig normal und vernünftig halten, die Ergebnisse ihrer Forschungen vor ihren Konkurrenten eifersüchtig zu verbergen. Dass die menschliche Lebensspanne weiterhin kaum mehr als 100 Jahre beträgt, ist auch der Grund, dass es der Menschheit nicht gelungen ist, das Sonnensystem zu verlassen, da die Reise zum nächsten Stern 200 Jahre dauern würde.
Schließlich kann Winter zusammen mit Bengue aus der „Stadt der Spiegel“ zu entkommen, und Winter gelingt es, sich in seine unterirdische Bleikammer zu flüchten, wo er vor den Nachstellungen Hargrys sicher ist. Erneut versenkt er sich in einen langen Schlaf.

### Fünfter Teil: Das Elixier(The Elixir)
Als Winter nach weiteren 5.000 Jahren erwacht, ist eine Gruppe von Forschern eben dabei, das Rezept für ewige Jugend zu perfektionieren und Winter ist einer der Ersten, die der Behandlung unterzogen werden. Der nun verjüngte Winter begibt sich auf eine Jahrtausende währende Folge von Interstellarreisen, die durch die menschliche Langlebigkeit nun möglich geworden sind. Schließlich, unerfüllt von den Erfahrungen seiner endlosen Existenz, hört er von einem Mann namens Condonal, der sich auf einem Planeten niedergelassen hat, der in gebundener Rotation seine Sonne umkreist. Zusammen mit vielen anderen hat er an der Grenze von Tag- und Nachthalbkugel einen Tempel errichtet, in dem das Projekt verfolgt wird, ein übergeordnetes Bewusstsein zu erschaffen, um letztlich die Frage nach dem Sinn des Lebens zu klären. Dieses Projekt wird schließlich von einem Großteil der interstellaren Menschheit auf zahllosen Planeten verfolgt und auch Winter findet hier seine Bestimmung und die Aufgabe, mit der den Rest der Ewigkeit zu verbringen er zufrieden ist.

## Rezeption
Die ursprünglich in fünf Fortsetzungen in dem Pulp-Magazin Wonder Stories veröffentlichte Erzählung erschien 1975 zusammengefasst als Roman. Der Fix-up weist gegenüber der Serie keine nennenswerte Änderungen auf. Er gilt als frühes Beispiel „grüner“, das heißt ökologische Themen behandelnder Science-Fiction, was sich natürlich vor allem auf den ersten Teil Die Waldbewohner bezieht. Man hat Manning hier mit Olaf Stapledon verglichen, da der Roman wie Stapledons Die letzten und die ersten Menschen in einem großen, über viele Jahrtausende gespannten Bogen die Stationen einer Geschichte der menschlichen Entwicklung beschreibt. Das letzte Kapitel mit der kosmischen Suche nach dem Endziel der Schöpfung und dem Wesen des Schöpfers erinnert wiederum an Stapledons Der Sternenmacher.
Die ökologisch orientierten Waldbewohner von Teil 1, der computergesteuerte Überwachungsstaat von Teil 2, das Sich-Verlieren in den Illusionen einer virtuellen Realität in Teil 3 und schließlich die Suche nach Transzendenz in Teil 5: hier hat Manning als Autor der goldenen Ära der SF mehrfach Sujets behandelt, die zu seiner Zeit randständig waren, aber in späteren Jahrzehnten zu zentralen Themen der Science-Fiction werden würden. Hrotic schreibt: „Imagine speculating on what a Gernsback-era author would have written for a later generation—this is essentially what we have with The Man Who Awoke.“  

## Ausgaben
- Erstdruck: The Man Who Awoke. 5 Fortsetzungen in Wonder Stories, erschienen März bis August 1933.
- US-Erstausgabe: The Man Who Awoke. Ballantine Books, 1975, ISBN 0-345-24367-6.
- UK-Erstausgabe: The Man Who Awoke. Sphere, 1977, ISBN 0-7221-5735-5.
- Enthalten in: Isaac Asimov (Hrsg.): Before the Golden Age. Doubleday, 1977, ISBN 0-385-02419-3.
- Deutsch: Der Jahrtausendschläfer. Heyne Science Fiction & Fantasy #3529, 1977, ISBN 3-453-30395-4.